# Târtan

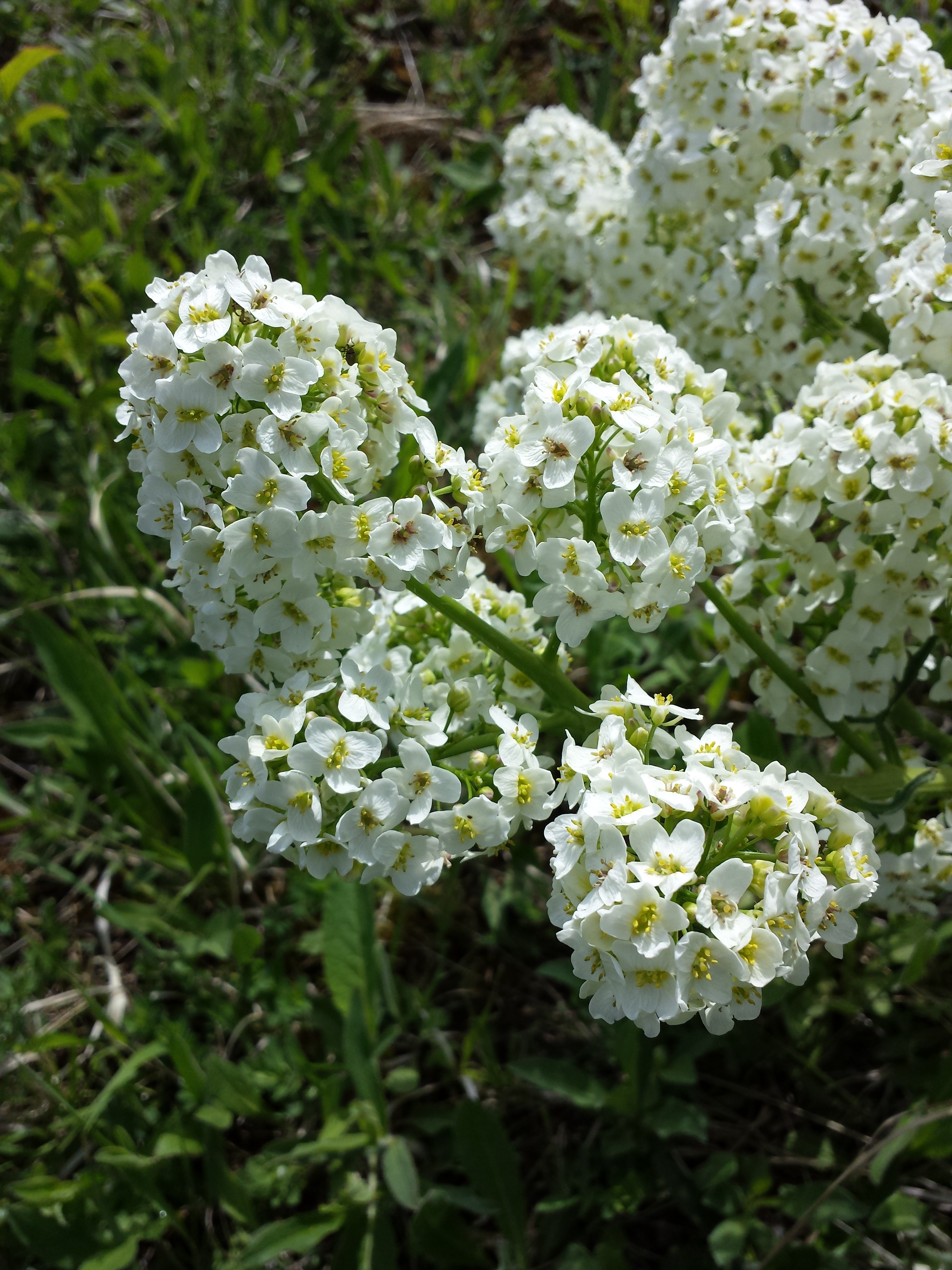
Crambe tataria

Târtanul (Crambe tataria) este o plantă aparține genului Crambe și familiei Brassicaceae (sau Crucifere). Această erbacee spontană a ecosistemului ponto-siberian crește în tufe de înălțimi între 60 și 90 cm. În Europa centrală, se regăsește în Câmpia Panonică și în mod special în regiunea Weinviertel din Austria.